# Varhošťský potok
Varhošťský potok je horský potok, který pramení na horním konci zaniklé německé vesnice Varhošť mezi kopci Radeška, Fidlův kopec a Strážisko v Oderských vrších (subprovincie pohoří Nízký Jeseník) ve vojenském újezdu Libavá v okrese Olomouc v Olomouckém kraji.
Potok nejprve teče přibližně jiho-jihozápadním směrem přes Varhošť se zaniklým vodním mlýnem a za Varhošťem je přehrazen Varhošťským rybníkem (původně protipožární nádrž ze 60. let 20. století). Následně vtéká do údolí Stoupy a Hadovec, která se nacházejí na západ od Mlýnského kopce. Potok pak opouští vojenský újezd Libavá, stáčí se k jiho-jihovýchodu, opouští Oderské vrchy a nad Velkým Újezdem se vlévá zprava do říčky Olešnice (přítok Morávky) (povodí řeky Moravy).
Horní část toku potoka se nachází ve vojenském prostoru a tak je bez povolení nepřístupná. Ale obvykle jedenkrát ročně může být potok a jeho okolí přístupné veřejnosti v rámci cyklo-turistické akce Bílý kámen.

## Další informace
Pramen Varhošťského potoka se nachází blízko pramene potoka Hluboček (přítok řeky Bystřice). Vzdálenost mezi nimi je cca 480 m.

## Galerie

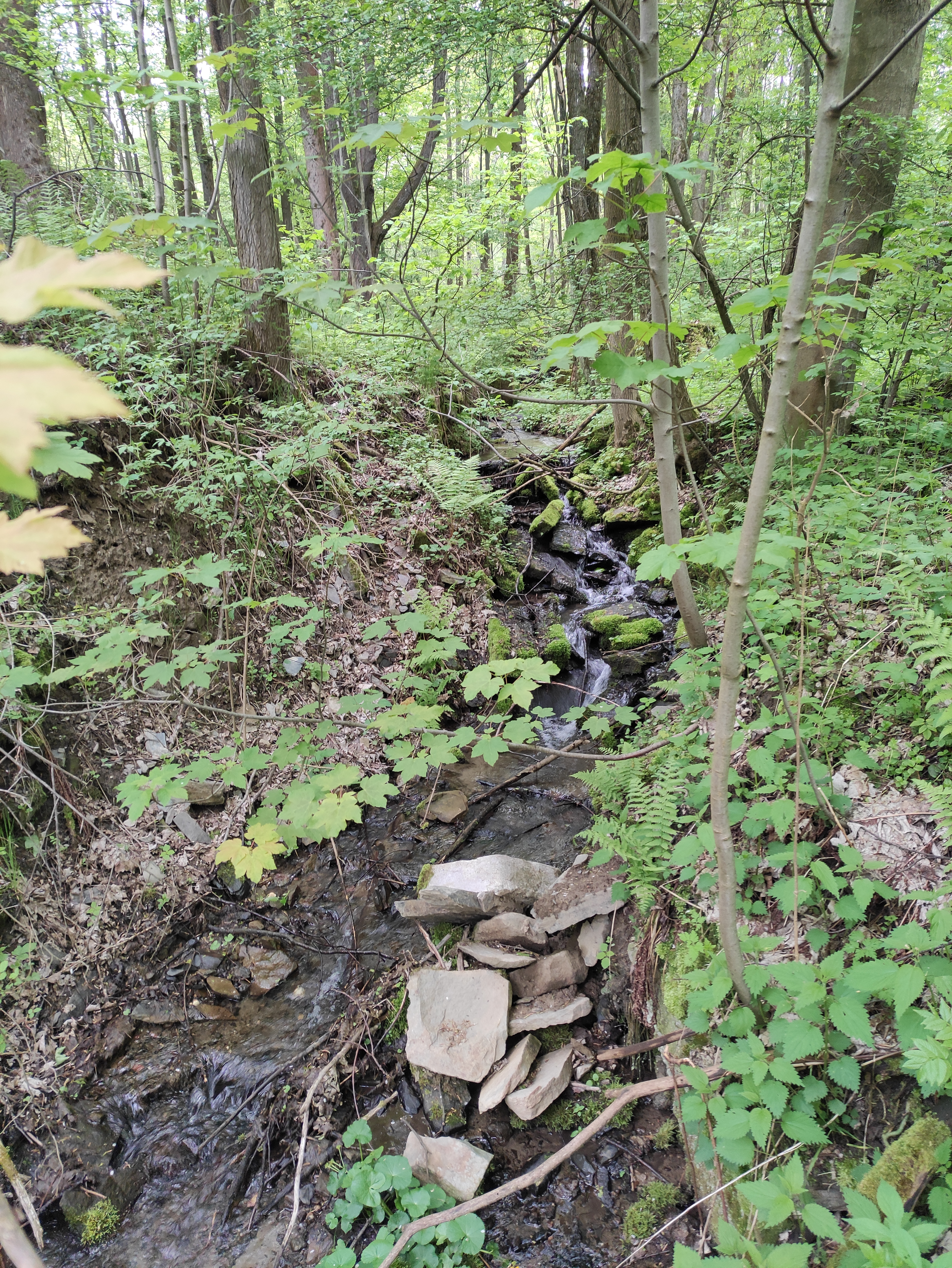
Varhošťský potok ve Varhošti
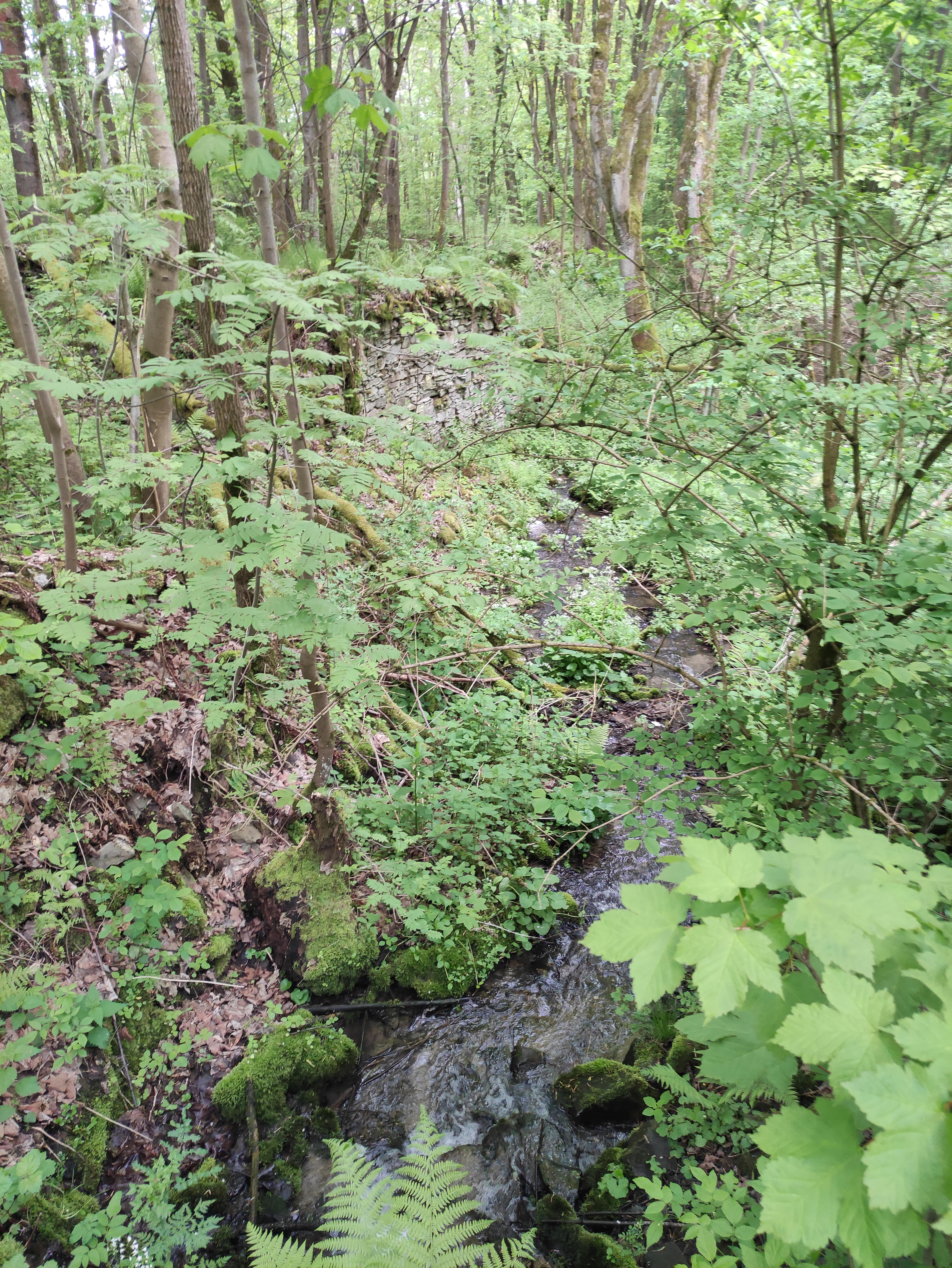
Varhošťský potok ve Varhošti
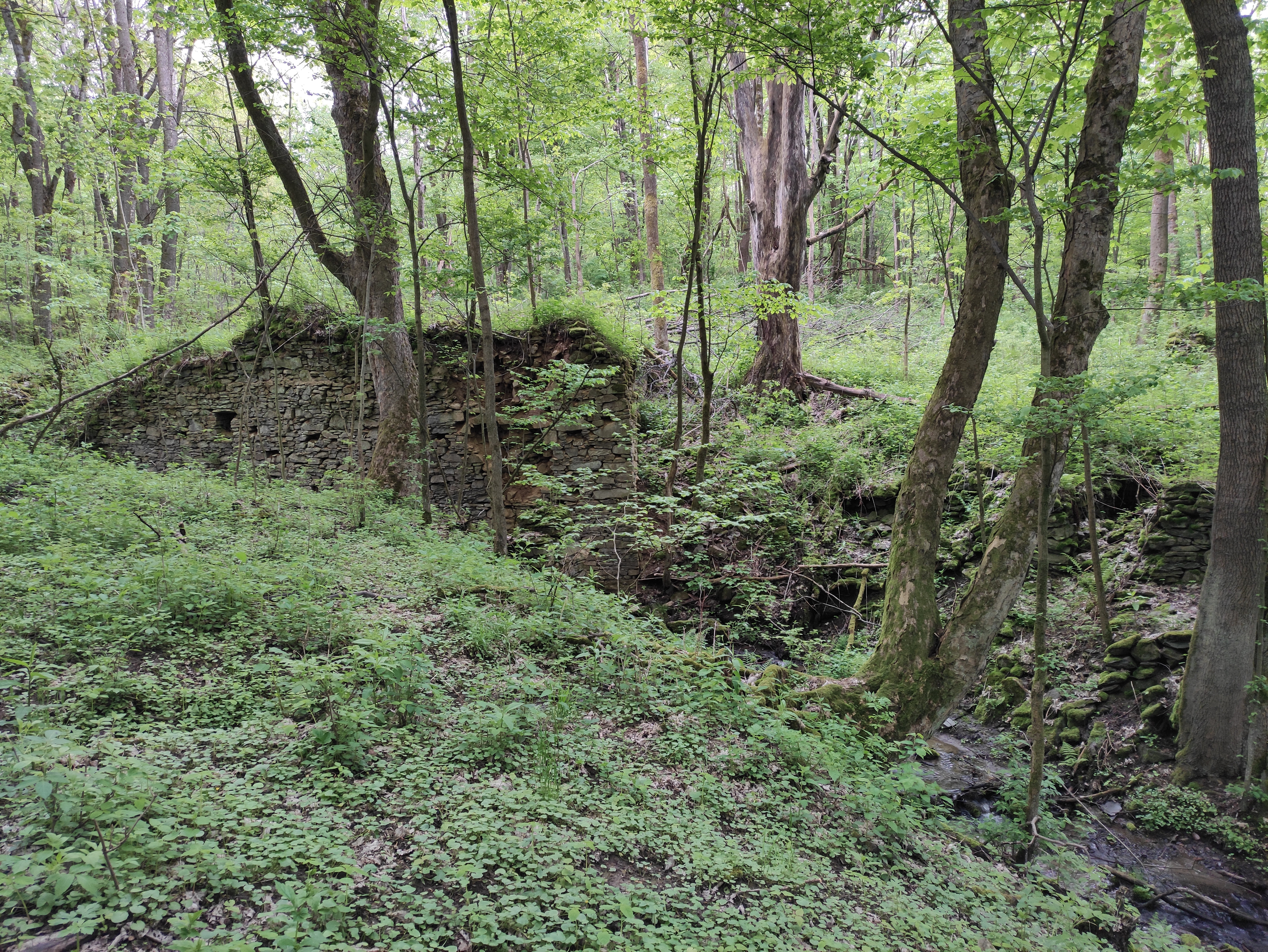
Varhošťský potok ve Varhošti